# 片山純一
片山 純一（かたやま じゅんいち、1982年9月29日 - ）は、広島県三原市出身の元社会人野球選手 (投手)。

## 来歴
三原市立南小学校在学時には軟式の三原ジュニアに所属し、三原市立第三中学校在学時には軟式野球部でプレーした。
広島市の広島県瀬戸内高等学校では、3年時に4番外野手兼投手として第82回全国高等学校野球選手権大会に出場した。
高校卒業後は東都大学野球連盟の亜細亜大学に進学。3年春には第52回全日本大学野球選手権で準優勝を果たし、大会後には第32回日米大学野球選手権大会の日本代表に選出された。
大学卒業後の2005年に地元・広島のJR西日本に入社するが、6月に野球部が一時休部となった。2006年にJR東日本に移籍。
2012年に行われた第26回アジア野球選手権大会に30歳にして日本代表初選出。金メダル獲得に貢献しMVPを受賞した。
2013年には第84回都市対抗野球大会では4試合で2勝を挙げ、敢闘賞にあたる久慈賞を受賞した。
社会人野球12年目となった2016年限りで現役を引退。
現役引退後は日本野球連盟で企画広報委員を務めている。
2023年から福島県いわき市を拠点に活動を始めた社会人野球のEKC BaseballClub 習志野SEALSの監督に就任。
2025年には母校である広島県瀬戸内高等学校に戻り教員をやっている。

## 日本代表キャリア
- 第52回全日本大学野球選手権（2003年）
- 第26回アジア野球選手権大会（2012年）
- 第6回東アジア競技大会（2013年）
- 第17回アジア競技大会（2014年） - 故障のため出場辞退[11]
- 第27回アジア野球選手権大会（2015年）
- ワールド・ベースボール・チャレンジ（英語版）（2016年）

## 主な表彰・タイトル
- 第84回都市対抗野球大会 - 久慈賞 （2013年）
- 都市対抗野球大会10年連続出場（2015年）